# Lakhanpur (Parsa)
Lakhanpur (nepalski: लखनपुर) – gaun wikas samiti w środkowej części Nepalu w strefie Narajani w dystrykcie Parsa. Według nepalskiego spisu powszechnego z 2001 roku liczył on 660 gospodarstw domowych i 3929 mieszkańców (1899 kobiet i 2030 mężczyzn).